# Zohlen-Zeichen

Die aus einer Zeichnung in Gray’s Anatomy erstellte Animation zeigt die bei der Untersuchung des Zohlenzeichens auf die Patella, bzw. das retropatellare Gleitlager, einwirkenden Kräfte

Das Zohlen-Zeichen, benannt nach Eberhard Zohlen, zeigt sich bei einer gängigen Untersuchungsmethode in der Sportmedizin, der (Unfall-)Chirurgie und der Orthopädie. Sie dient zur Beurteilung der retropatellaren Knorpelsituation.

## Durchführung
Mit einer Hand wird die Kniescheibe (synonym Patella) vorsichtig fixiert und distalisiert (in Richtung Unterschenkel geschoben). Durch die aktive Anspannung des Quadrizeps wird die Patella anschließend wieder nach kranial bewegt. Dabei wird sie von der fixierenden Untersuchungshand leicht auf das femoropatellare Gleitlager gedrückt.

## Funktionelle Anatomie
Die beteiligten anatomischen Strukturen sind die Rückfläche der Patella und das patellare Gleitlager, ein mit Gelenkknorpel überzogener Bereich des Oberschenkelknochens (synonym Femur), der anatomisch innerhalb der Gelenkkapsel des Kniegelenkes liegt. Aufgrund seiner besonderen Funktion wird dieser Abschnitt des Kniegelenkes auch als Femoropatellargelenk bezeichnet.

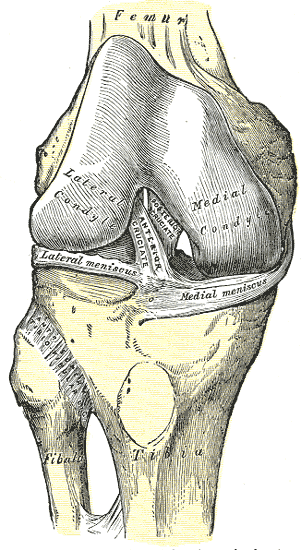
Abbildung aus Gray’s Anatomy.
Über den auf dem Femur dargestellten, kranialen Knorpelbereich gleitet die Patella bei der aktiven Streckung des Kniegelenkes

Die Patella dient als Hypomochlion für die Sehne des großen Oberschenkelstreckmuskels (lateinisch musculus quadriceps femoris) bei der Streckung des Kniegelenkes. Dabei wirkt ein großer Druck (>1000 N / cm²) auf ihre mit Knorpel beschichtete Rückfläche und das femoropatellare Gleitlager. Die Hauptkontaktstellen sind je nach Winkel der Beugestellung des Kniegelenkes unterschiedlich. Eine aktive (muskuläre) Kaudalisierung der Patella ist bei gestrecktem Kniegelenk nicht möglich.
Bei einer Anspannung des großen Oberschenkelstreckmuskels bei gestrecktem Kniegelenk (isometrisch oder zur Anhebung des Beines aus Liegeposition) wird daher die Patella über eine wesentlich geringere Strecke kranialisiert als bei der Untersuchung des Zohlen-Zeichens.
Zahlreiche Gründe (Patelladysplasie, (Bagatell-)traumen, Patella- (sub-) luxationen, u. v. a. m.) können zu Knorpelschäden im femoropatellaren Gelenk führen. Der Oberbegriff für Knorpelschädigungen an der Patellarückfläche ist Chondropathia patellae.
Bei der Untersuchung wird die Patella zuerst unter Dehnung des Quadriceps fußwärts über das femoropatellare Gleitlager geschoben und anschließend unter leichtem Druck von ventral vom Quadriceps wieder kopfwärts gezogen. Dabei kommen andere Anteile des Femoropatellargelenkes unter Druck in Kontakt als bei physiologischen Bewegungen.

## Aussage des Tests
Bei der manuellen Kaudalisierung der Patella bemerkt der Untersucher im Falle einer Knorpelschädigung in vielen Fällen ein charakteristisches Reiben, das auf Unregelmäßigkeiten der Knorpeloberfläche hinweist, wie sie im Rahmen chondropathischer Veränderungen vorkommen.
Schmerzen bei der Untersuchung können auf einen Knorpelschaden an der Kniescheibenrückseite oder eine Entzündungsreaktion, z. B. durch Überlastung, der benachbarten Gelenkschleimhaut (peripatellar) hindeuten. Allerdings ist die Aussagekraft sehr eingeschränkt, da der Test „auch beim Großteil der Gesunden positiv“ ausfällt. Bei einem negativen Zohlen-Test ist eine ausgeprägte Knorpelschädigung aber eher unwahrscheinlich.